# Tingena actinias
Tingena actinias är en fjärilsart som först beskrevs av Edward Meyrick 1901.  Tingena actinias ingår i släktet Tingena och familjen praktmalar. Inga underarter finns listade i Catalogue of Life.